# Puerto Viejo de Sallent
El Puerto Viejo de Sallent (en francés: Col de Peyrelue) es un puerto de montaña de los Pirineos, situado a una altitud de 1850 metros, entre Francia y España.
La parte española se encuentra en el municipio de Sallent de Gállego y y comunica los valles de Tena y Ossau.
En este puerto se encuentra un antiguo dolmen.

## Toponimia
El puerto es llamado así debido a que antiguamente era el más empleado para acceder al Valle de Ossau desde Formigal antes de la construcción de la carretera del Portalet.